# Lorenzo Orengo
Lorenzo Orengo (Genova, 1838 – Genova, 25 marzo 1909) è stato uno scultore italiano.

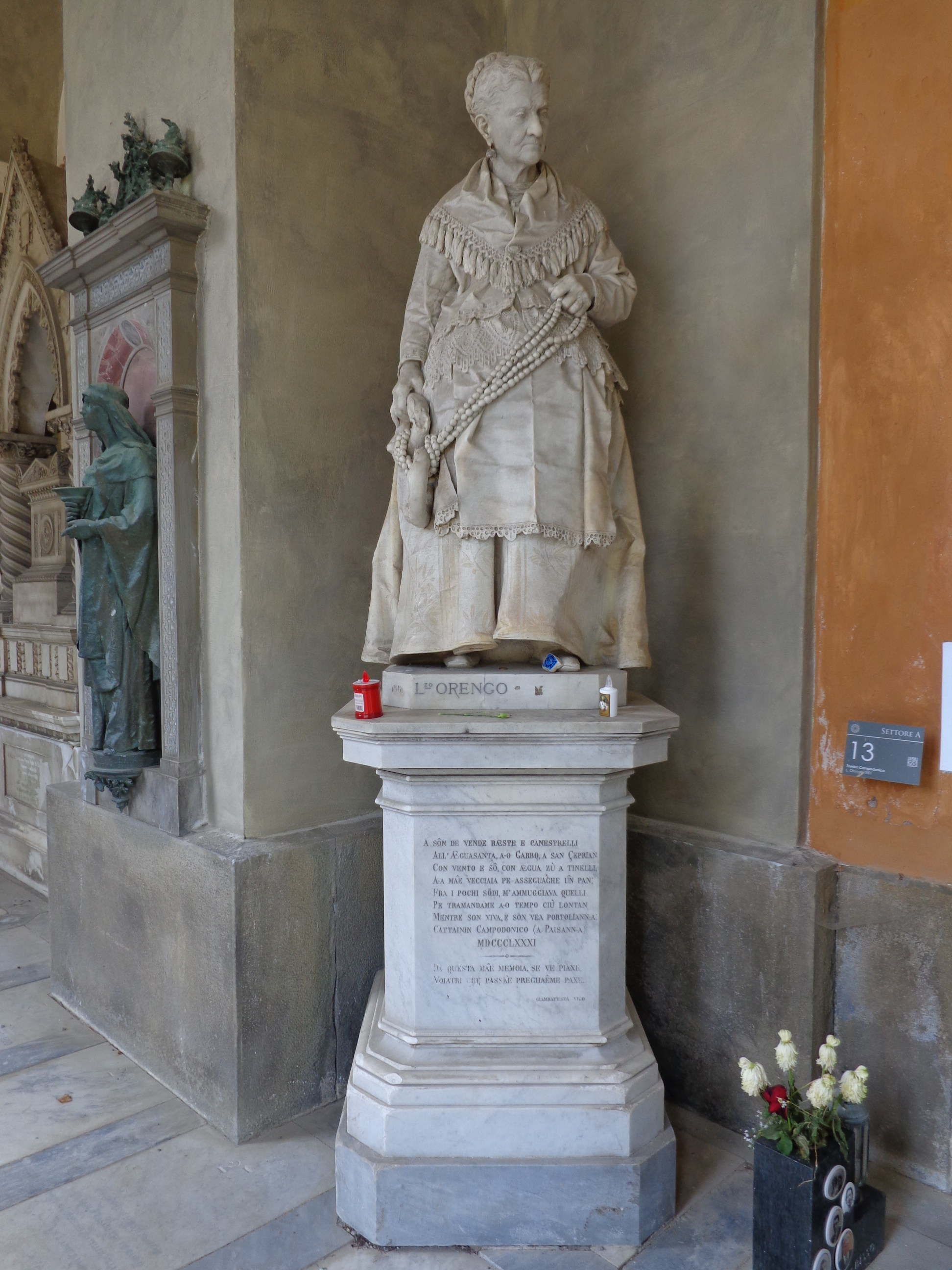
Statua di Caterina Campodonico, la "venditrice di noccioline", al cimitero di Staglieno

Frequentò l'Accademia Ligustica di Belle Arti a Genova e si perfezionò nello studio di Santo Varni.

## Biografia
Fu uno dei principali esponenti del realismo borghese ed è noto soprattutto per la realizzazione di alcune monumentali tombe che si trovano nel cimitero di Staglieno, nel capoluogo ligure, tra le quali spicca per notorietà la "venditrice di noccioline".

## Opere principali
- Busto di Odone di Savoia (Genova, Palazzo Reale)

Genova, Cimitero di Staglieno
- Tomba di Caterina Campodonico (1881)
- Tomba Whitehead e Bentley (1885-1887)

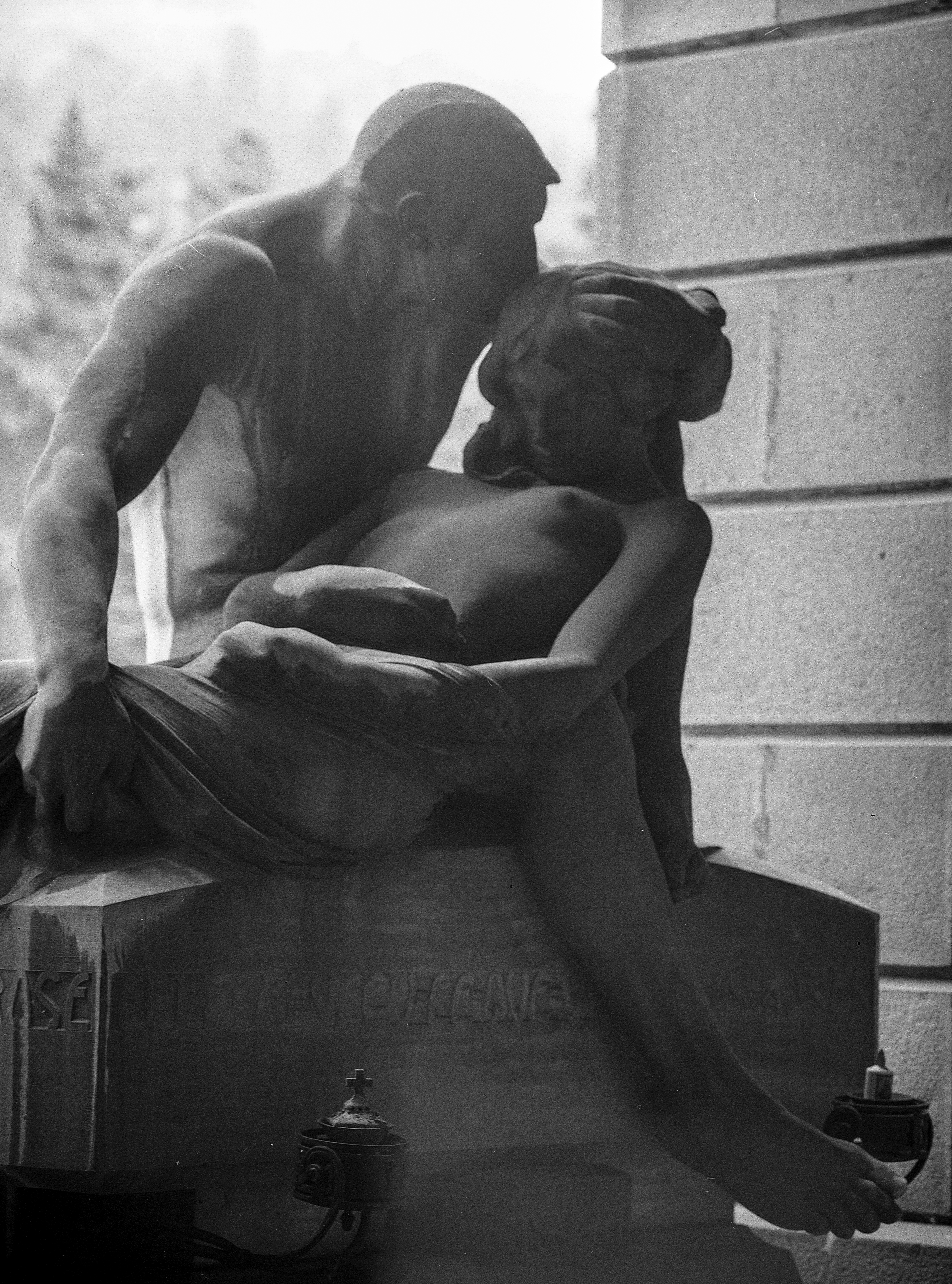
Tomba di Maria Francesca Delmas a Staglieno

- Cippo Adolfo Giordano (1887)
- Tomba Beccari (1888)
- Cippo Maine (1892)
- Tomba Pescia (1897)
- Tomba Delfino (1906)
- Tomba Delmas (1909)[4]

Novi Ligure, Cimitero monumentale
- Tomba Daglio (1886)
- Tomba Denegri (1879)